# Springbrunnen

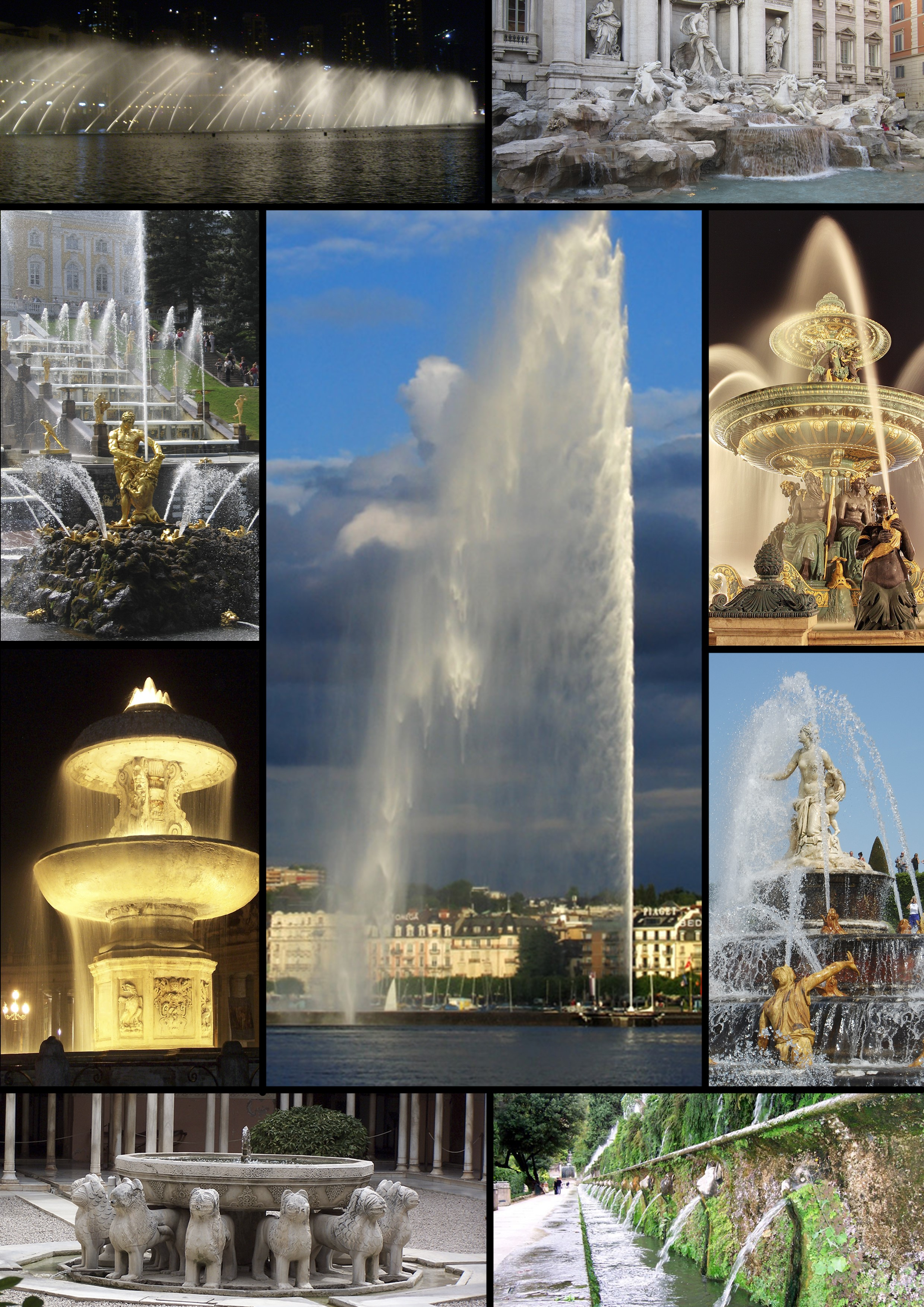
Beispiele von Springbrunnen: (Mitte) Jet d’eau Genf, (von oben rechts im Uhrzeigersinn) Trevibrunnen Rom, Eintrachtsbrunnen Paris, Latonabrunnen Schloss Versailles, Wasserspiel Villa d’Este, Löwenbrunnen Alhambra, Petersbrunnen Rom, Samsonbrunnen Schloss Peterhof, Fontäne Dubai.

Ein Springbrunnen, auch Fontäne genannt, ist eine bauliche Anlage, aus der ein oder mehrere Wasserstrahlen bis zu einer bestimmten Höhe steigen und anschließend in das Becken, gelegentlich auch in den See oder das Meer fallen, das sie umgibt. Ein Sonderfall der Fontäne sind Geysire, die in der Natur vorkommen.

## Wirkungsweise
Die Höhe des Wasserstrahls ist vom Wasserdruck in der Leitung abhängig. Der notwendige Druck wird heute durch elektrische Pumpen erzeugt, die das Wasser aus dem Becken oder dem umgebenden See oder Meer wieder zurückpumpen. Früher konnte der Druck nur durch die Schwerkraft des Wassers in ausreichend hoch gelegenen Wasserbehältern erreicht werden, z. B. auf Wassertürmen oder auf einer nahegelegenen natürlichen Anhöhe. Je höher der Wasserbehälter lag, desto höher wurde der Druck in der Leitung und damit der Wasserstrahl, dessen Höhe aber immer etwas unter der Höhe des Wasserbehälters lag. In jedem Fall muss die Wasserleitung dem Druck standhalten, was bei heutigen Stahlrohren kein Problem ist, früher, als Druckrohrleitungen sehr selten und teuer waren, aber die Höhe und Größe des Wasserstrahls begrenzen konnte. Die Ausformung des Mundstücks ist entscheidend für die Form des Strahls.

## Vorkommen

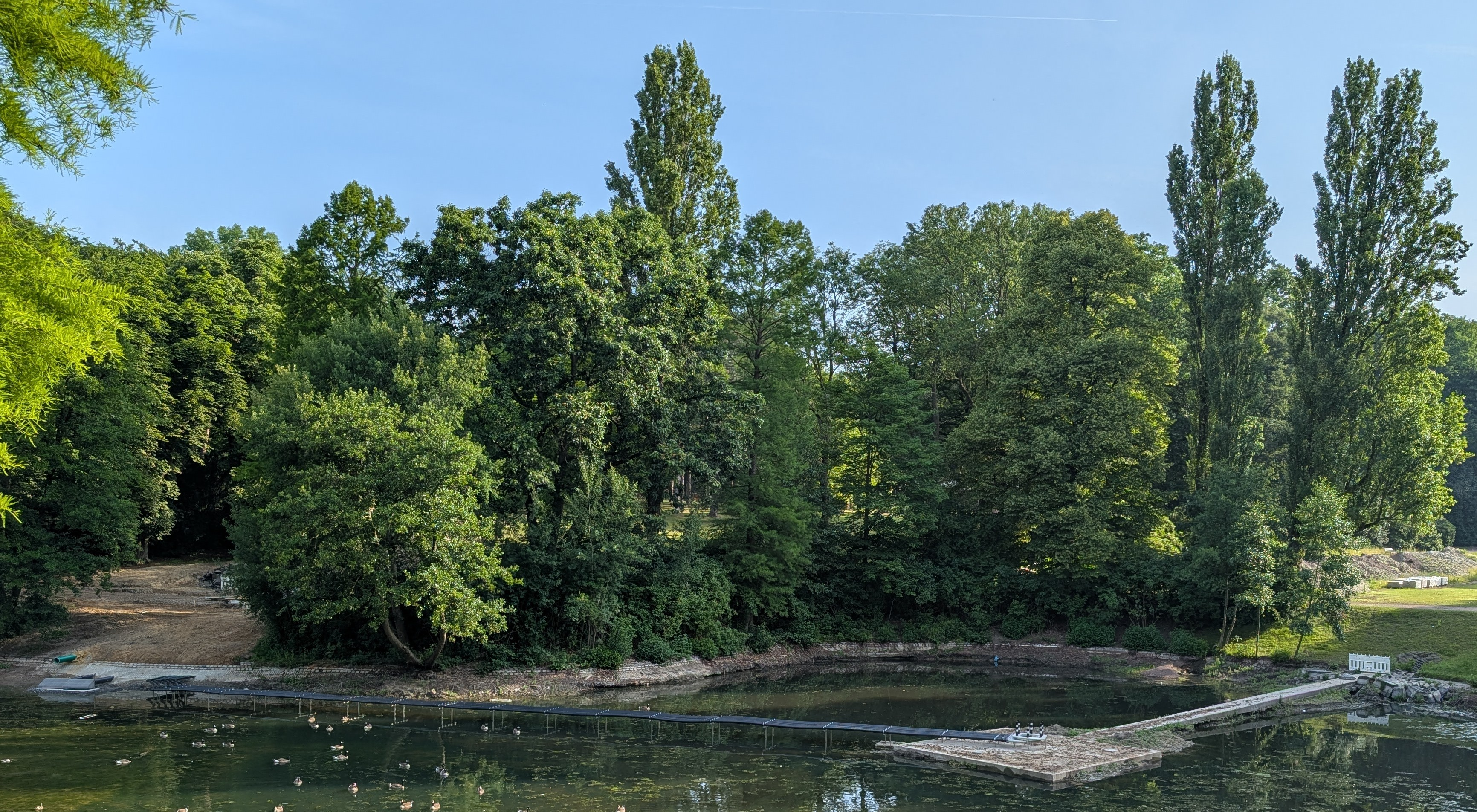
Fontänenanlage im Stadtparkteich Bochum

Springbrunnen gibt es in Parks, Gärten und Plätzen als dekorative Elemente oder Attraktionen. Springbrunnen werden auch mit Brunnen und Wasserspielen kombiniert.
Der artesische Brunnen kann auch als Springbrunnen gestaltet sein. Er entsteht, wenn eine wasserführende Gesteinsschicht in einer Senke angebohrt wird, die durch eine wasserundurchlässige Gesteinsschicht nach oben abgedichtet wird und der Boden der Senke tiefer liegt als der Grundwasserspiegel am Rand der Senke.

## Geschichte

### Antike
Aus der Antike sind zahlreiche Aquädukte und andere Wasserleitungen zur Versorgung der Städte mit Trinkwasser bekannt, die aber meist Freispiegelleitungen waren, mit denen kein Druck aufgebaut werden konnte. Manchmal, wie zum Beispiel in Pergamon, gab es zwar Druckrohrleitungen, um Geländeeinschnitte zu überwinden. Die Leitungen endeten aber regelmäßig in Brunnen, bei denen häufig das Wasser in geeigneter Höhe in Röhren aus einer Wand oder Figur floss, um Gefäße leicht füllen zu können. In einer Villa in Pompeji gab es wohl erstmals einen kleinen Springbrunnen mit einem dünnen, circa einen Meter hohen Strahl.

### Islamische Welt
Der Persische Garten war das Vorbild vieler Gartenanlagen der islamischen Welt. Ein berühmtes Beispiel ist der Fin-Garten in der Nähe von Kaschan in Iran, in dem zahlreiche kleine Springbrunnen plätschern. In der Alhambra von Granada in Spanien gibt es verschiedene kleine Springbrunnen am Anfang der in den Boden eingelassenen Wasserrinnen. Bekannt ist insbesondere der von zwölf steinernen Löwen getragene Springbrunnen im Patio de los Leones.
Die im indischen Mogulreich im 17. Jahrhundert angelegten Shalimar-Gärten bei Srinagar und die nach ihrem Vorbild gebauten Shalimar-Gärten in Lahore haben viele Springbrunnen in ihren zahlreichen Wasserbecken.

### Renaissance
In der Renaissance demonstrierten Päpste und Fürsten ihre gesellschaftliche Stellung mit Villen und vorzugsweise in Hanglagen angelegten Italienischen Gärten. Wasser spielte in ihnen eine große Rolle, zunächst noch als Brunnen, Kaskaden und Wasserspiele. Mit der Zeit wurden aber auch Springbrunnen in die Gartengestaltung aufgenommen. Der an zwei Seiten von Hängen umgebene Park der Villa d’Este in Tivoli mit ihren vielen Springbrunnen ist der Höhepunkt dieser Entwicklung.

### Barock
Die französischen Barockgärten wurden durch die von André Le Nôtre gestalteten Parks von Schloss Vaux-le-Vicomte und Schloss Versailles zum Maßstab, nach dem sich die absolutistischen Herrscher in ganz Europa richteten. Ludwig XIV. war 1661 bei einem Besuch in Vaux-le-Vicomte von den von Denis Jolly installierten Springbrunnen so angetan, dass er den Park von Versailles in den nächsten Jahrzehnten von Le Nôtre immer wieder umgestalten und erweitern und dabei von seinem Fontänenmeister François Francine immer neue Springbrunnen installieren ließ. Der im Bassin du Dragon ist mit 27 m der höchste. Ludwig XIV. war sich durchaus bewusst, dass das vorhandene Wasser nicht ausreichte, um alle Springbrunnen gleichzeitig laufen zu lassen. Bei seinen Spaziergängen im Park verständigten sich daher die Brunnenwärter mit Pfeifsignalen, nur die jeweils in seiner Sichtweite stehenden Springbrunnen anzustellen. Der König verfasste sogar einen Führer, in welcher Reihenfolge man den Park und seine Springbrunnen am besten besichtige.
Die seit der Antike weitgehend vergessene Rohrleitungstechnik machte dabei große Fortschritte. In den komplexen Rohrsystemen wurden statt der bis dahin üblichen hölzernen Rohre nun Bleirohre mit bronzenen Ventilen und ab 1671 erstmals gusseiserne Rohre verwendet. Da Wasser trotz aller Bemühungen nie in ausreichender Menge vorhanden war, wurde es in Reservoirs unter den Parterres gesammelt und mit Eimerketten wieder zum hochgelegenen Ausgangsbehälter zurückgepumpt, die durch Göpeln mit Pferden, später durch Windmühlen angetrieben wurden.
Nach dem Vorbild von Versailles entstanden eine ganze Reihe von Barockgärten in Europa. Kurfürst Georg Ludwig versuchte, Versailles mit der Großen Fontäne im Großen Garten im Stadtteil Herrenhausen von Hannover zu übertrumpfen, was ihm nach Anfangsschwierigkeiten 1720 mit Hilfe von dampfgetriebenen Wasserrädern auch gelang – mit 35 m stellte die Große Fontäne einen neuen Rekord auf.

### Klassizismus
Im Klassizismus wurde der Barockgarten durch den Englischen Landschaftsgarten abgelöst, der die natürliche Landschaft im Sinn eines „begehbaren Landschaftsgemäldes“ gestaltete. Dabei kamen Springbrunnen fast nur noch in den vergleichsweise bescheidenen italienischen Gärten unmittelbar bei den Schlössern vor.
Der Bergpark Wilhelmshöhe war mit seinem großen Höhenunterschied schon als barocker Park für seine Wasserspiele und Kaskaden bekannt. Im Zuge der Umgestaltung in einen englischen Garten erhielt er die Große Fontaine, die allein durch den Wasserdruck des natürlichen Gefälles eine Höhe von circa 50 m erreichte. Sie war damals der höchste Springbrunnen der Welt.

### 19. Jahrhundert bis zur Gegenwart
Im 19. Jahrhundert begannen wohlhabende Städte ihre großen Plätze und Parks mit Springbrunnen auszuschmücken. Ein Beispiel ist der Trafalgar Square in London. Der Wettbewerb um den höchsten Springbrunnen hat seitdem immer neue Rekorde verzeichnet. Gegenwärtig ist die bis zu 312 m hohe King Fahd’s Fountain in Dschidda in Saudi-Arabien die höchste Fontäne der Welt.

## Aktuelle Beispiele
Die nachfolgende Liste führt ohne Anspruch auf Vollständigkeit Springbrunnen mit den höchsten Fontänen auf.
1. King Fahd’s Fountain, Dschidda, Rotes Meer – 312 m – Salzwasser, seit 1985 in Betrieb
2. Weltcup-Fontäne, Seoul, Hangang – 202 m – Süßwasser (stillgelegt)
3. Gateway Geyser, St. Louis, Missouri – 192 m (stillgelegt)
4. Port Fountain, Karatschi, Arabisches Meer – 189 m
5. The Fountain, Fountain Hills, Arizona – 91 oder 170 m (mit 2 bzw. 3 Pumpen) 1970 von Robert P. McCulloch gebaut und damals für mehr als 10 Jahre der welthöchste, Stadt ist nach dem Brunnen benannt
6. Captain Cook Memorial Waterjet, Canberra, Lake Burley Griffin – 147 m
7. Jet d’eau, Genf, Genfersee – 140 m
8. Historische Fontäne Richterswil, Zürichsee – ehemals ca. 80 m, seit 2007: 101 m[13] (der welthöchste schwerkraftbetriebene) – 1875 bis 1972 und ab Dezember 2007
9. Emperor Fountain im Garten von Chatsworth House – 84 m
10. Fontäne Halle auf der Ziegelwiese in Halle/Saale – 80 m
11. Große Fontäne im Großen Garten, Hannover-Herrenhausen – 72 m
12. Binnenalster-Fontäne, Hamburg – 60 m
13. Fontäne im Forggensee, Füssen – 60 m (stillgelegt)
14. Degassing-Project-Fountain Nyos-See, Kamerun – bis zu 50 m
(CO2-Austritt)
15. See-Fontäne Friedrichshafen, Bodensee – 35 bis 40 m[14]
16. Fontäne im Traunsee bei Gmunden
17. See-Fontäne Lugano-Paradiso
18. Obersee-Springbrunnen-Arosa

## Private Anlagen
Gartenteiche werden gerne mit einem Springbrunnen versehen. Das dient unter anderem auch der Erhaltung bzw. Verbesserung der Wasserqualität durch Sauerstoffaufnahme. Es gibt auch kleine Varianten für den Gebrauch im Haus als Luftbefeuchter.

## Sicherheitshinweise
In der Umgebung von Wasserbecken, also auch Springbrunnen, besteht auf Grund der feuchten Bedingungen ein höheres Risiko als in gewöhnlicher trockener Umgebung, durch elektrische Anlagen und Einrichtungen gefährdet zu werden. Deswegen gelten für die in diesen Bereichen installierten elektrischen Anlagen besondere Anforderungen. Sie sind Gegenstand der Norm/Sicherheitsbestimmung DIN VDE 0100-702 (VDE 0100-702).